# 1988-as Formula–1 monacói nagydíj
Az 1988-as Formula–1-es világbajnokság  harmadik futama a monacói nagydíj volt.

## Futam
Senna szerezte meg a pole-t csapattársa, Alain Prost, illetve Gerhard Berger és Alboreto előtt. Berger a rajtnál megelőzte a váltóproblémával küzdő Prostot, aki csak az 54. körben tudta visszaelőzni a Ferrarit. Prost ekkor közel 50 másodperccel Senna mögött volt. A vezető brazil azonban a 67. körben hibázott: a Portier kanyarban a korlátnak ütközött, és kiesett. Prost győzött Berger és Alboreto előtt.
|         | Rsz. | Versenyző          | Csapat          | Körök | Idő/Kiesések       | Rajthely | Pontok |
| ------- | ---- | ------------------ | --------------- | ----- | ------------------ | -------- | ------ |
| 1       | 11   | Alain Prost        | McLaren-Honda   | 78    | 1:57:17,077        | 2        | 9      |
| 2       | 28   | Gerhard Berger     | Ferrari         | 78    | + 20,453           | 3        | 6      |
| 3       | 27   | Michele Alboreto   | Ferrari         | 78    | + 41,229           | 4        | 4      |
| 4       | 17   | Derek Warwick      | Arrows-Megatron | 77    | + 1 kör            | 7        | 3      |
| 5       | 3    | Jonathan Palmer    | Tyrrell-Ford    | 77    | + 1 kör            | 10       | 2      |
| 6       | 6    | Riccardo Patrese   | Williams-Judd   | 77    | + 1 kör            | 8        | 1      |
| 7       | 29   | Yannick Dalmas     | Larrousse-Ford  | 77    | + 1 kör            | 21       |        |
| 8       | 20   | Thierry Boutsen    | Benetton-Ford   | 76    | + 2 kör            | 16       |        |
| 9       | 21   | Nicola Larini      | Osella          | 75    | + 3 kör            | 25       |        |
| 10      | 16   | Ivan Capelli       | March-Judd      | 72    | + 6 kör            | 22       |        |
| Kiesett | 12   | Ayrton Senna       | McLaren-Honda   | 66    | Kicsúszás          | 1        |        |
| Kiesett | 30   | Philippe Alliot    | Larrousse-Ford  | 50    | Ütközés            | 13       |        |
| Kiesett | 15   | Maurício Gugelmin  | March-Judd      | 45    | Üzemanyag rendszer | 14       |        |
| Kiesett | 9    | Piercarlo Ghinzani | Zakspeed        | 43    | Váltó              | 23       |        |
| Kiesett | 19   | Alessandro Nannini | Benetton-Ford   | 38    | Váltó              | 6        |        |
| Kiesett | 24   | Luis Perez-Sala    | Minardi-Ford    | 36    | Féltengely         | 15       |        |
| Kiesett | 5    | Nigel Mansell      | Williams-Judd   | 32    | Ütközés            | 5        |        |
| Kiesett | 22   | Andrea de Cesaris  | Rial-Ford       | 28    | Motorhiba          | 19       |        |
| Kiesett | 25   | René Arnoux        | Ligier-Judd     | 17    | Motorhiba          | 20       |        |
| Kiesett | 32   | Oscar Larrauri     | Euro Brun-Ford  | 14    | Fékek              | 18       |        |
| Kiesett | 18   | Eddie Cheever      | Arrows-Megatron | 8     | Motorhiba          | 9        |        |
| Kiesett | 26   | Stefan Johansson   | Ligier-Judd     | 6     | Motorhiba          | 26       |        |
| Kiesett | 31   | Gabriele Tarquini  | Coloni-Ford     | 5     | Felfüggesztés      | 24       |        |
| Kiesett | 1    | Nelson Piquet      | Lotus-Honda     | 1     | Ütközés            | 11       |        |
| Kiesett | 36   | Alex Caffi         | Dallara-Ford    | 0     | Kicsúszás          | 17       |        |
| Kiesett | 14   | Philippe Streiff   | AGS-Ford        | 0     | Karburátor         | 12       |        |
| NK      | 2    | Nakadzsima Szatoru | Lotus-Honda     |       |                    |          |        |
| NK      | 10   | Bernd Schneider    | Zakspeed        |       |                    |          |        |
| NK      | 23   | Adrián Campos      | Minardi-Ford    |       |                    |          |        |
| NK      | 4    | Julian Bailey      | Tyrrell-Ford    |       |                    |          |        |
| Kizárva | 33   | Stefano Modena     | Euro Brun-Ford  |       | Kizárva            |          |        |

## Statisztikák
Vezető helyen:
- Ayrton Senna: 66 (1-66)
- Alain Prost: 12 (67-78)

Alain Prost 30. (R) győzelme, Ayrton Senna 19. pole-pozíciója, 8. leggyorsabb köre.
- McLaren 58. győzelme.